# Jerzy Simon

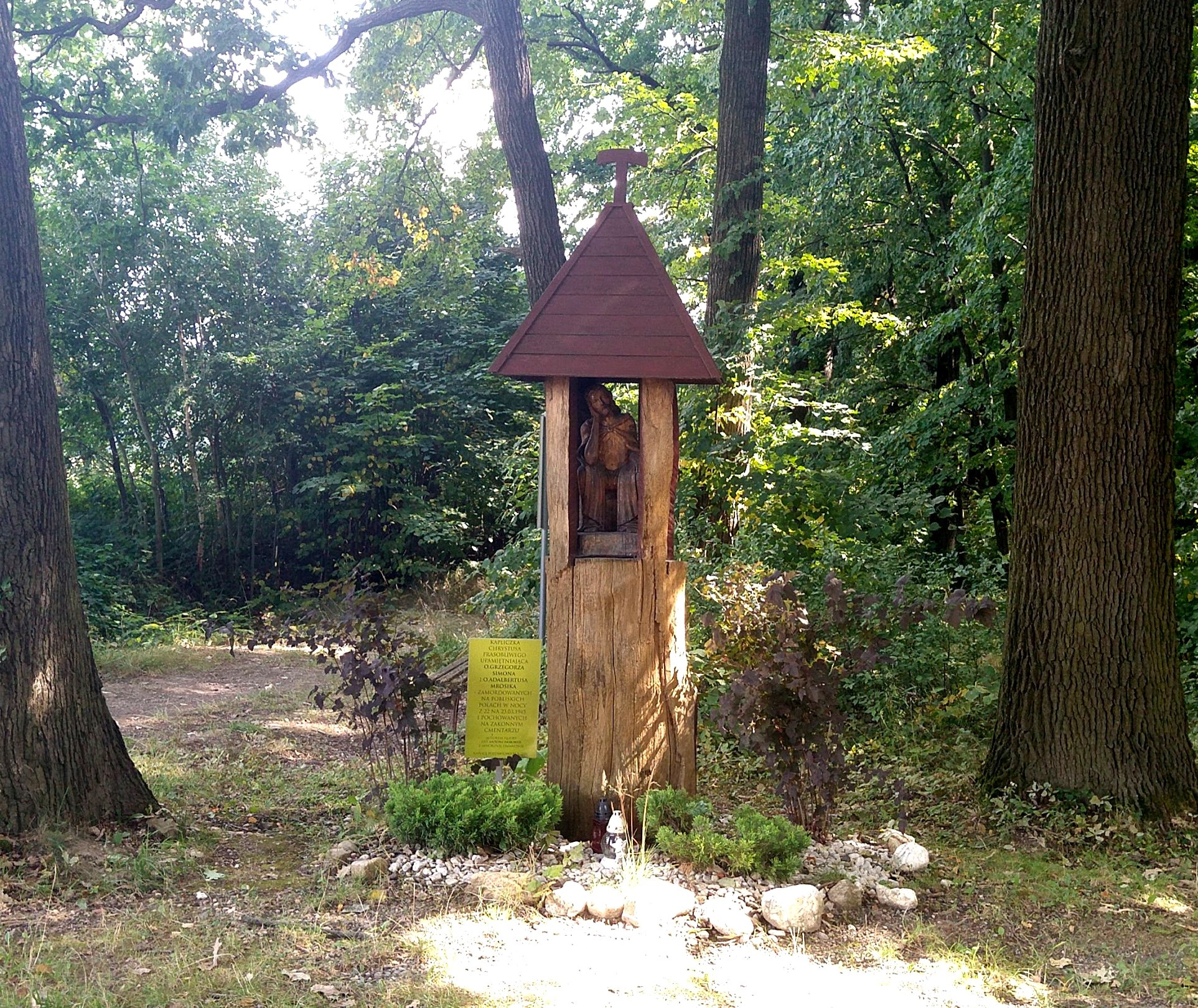
Kapliczka Chrystusa Frasobliwego w Prudniku upamiętniająca Simona i Mrosika

Jerzy Simon (właściwie Alojzy Simon) (ur. 1 września 1873 w Dytmarowie, zm. 23 marca 1945 w Prudniku) – polski ksiądz katolicki, franciszkanin, zabity przez żołnierzy Armii Czerwonej.

## Życiorys
Urodził się w Dytmarowie koło Prudnika. Święcenia kapłańskie przyjął 23 czerwca 1900 we Wrocławiu. Przyjął imię Jerzy (Georg). Uczył się w Holandii i we Wrocławiu. Jako kapłan pracował w klasztorze na Górze Świętej Anny i był wychowawcą kandydatów do zakonu w Nysie. Od 1911 roku gwardianem w klasztorze na Górze Świętej Anny. Trzykrotnie pełnił urząd prowincjała (1915–1921 i 1930–1933).
Kierował prowincją w niełatwych czasach. Podczas I wojny światowej część klasztorów zamieniono na szpital wojskowy. Pozwolił braciom polskiego pochodzenia na utworzenie w II Rzeczypospolitej komisariatu zakonu franciszkańskiego w Katowicach–Panewnikach. W 1934 został oskarżony przez nazistów o nadużycia finansowe. W areszcie stracił zdrowie. Po odwołaniu, został uwolniony od zarzutu. Gdy wrócił do klasztoru, współbracia przywitali go burzą oklasków. Do końca życia robił sobie wyrzuty, że procesem zaszkodził i zgorszył braci.
Zginął wraz z Wojciechem Mrosikiem w nocy z 22 na 23 marca 1945 roku w Prudniku–Młynie Czyżyka podczas walk o miasto.
W 2006 franciszkanie w Prudniku wznieśli w Lesie Prudnickim, przy wjeździe do sanktuarium św. Józefa od strony Lipna, drewnianą kapliczkę Braci Męczenników z tabliczką z napisem: „Pamięci naszych Braci Georga Simon i Adalberta Mrosik, zamordowanych w marcu 1945 roku”.